# Bolama spinosa
Bolama spinosa is een hooiwagen uit de familie Assamiidae. De wetenschappelijke naam van Bolama spinosa gaat terug op Roewer.